# 비련 (1967년 영화)
"비련"은 1967년 공개된 대한민국의 영화이다.

## 배역
- 고은아
- 남궁원
- 황천려